# Maria de Grebber

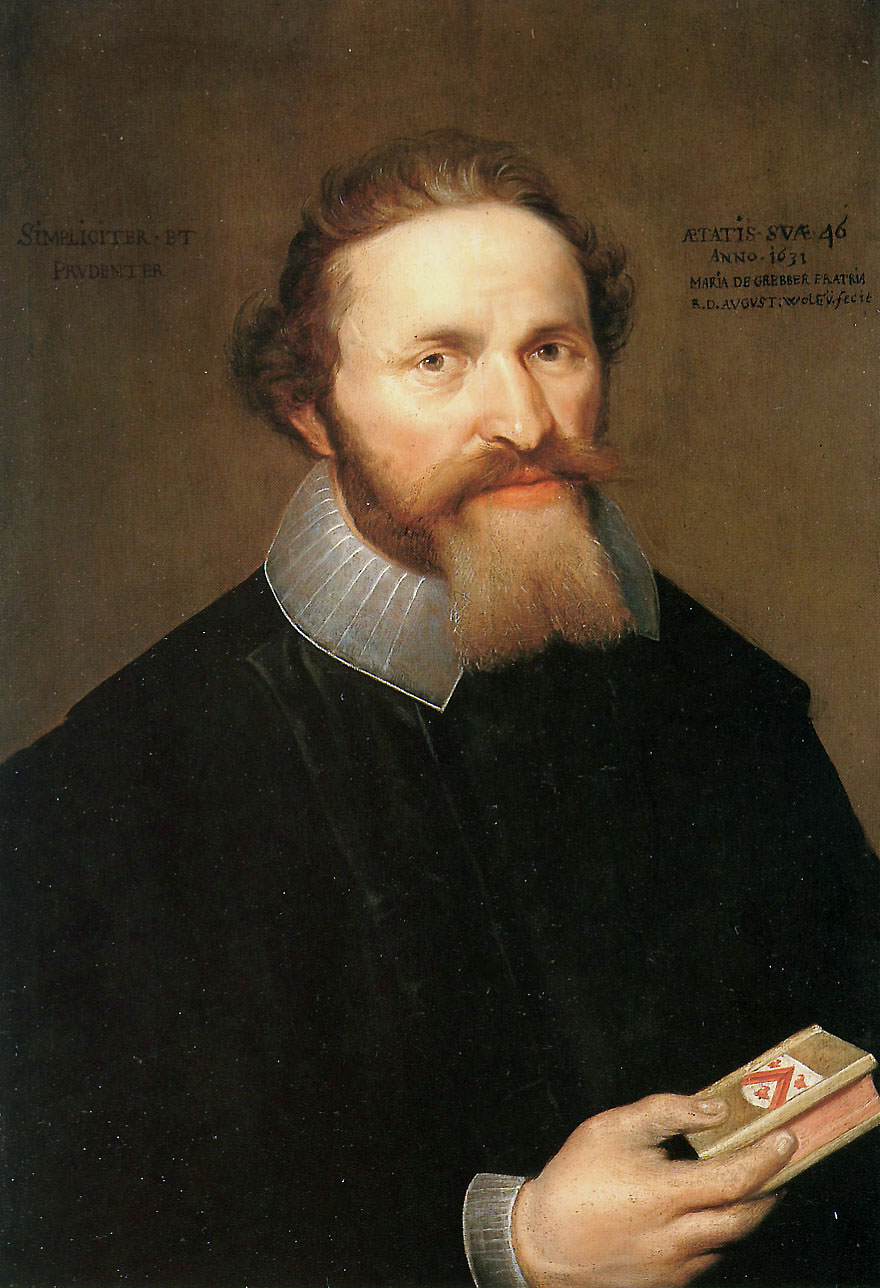
Portret van Augustinus de Wolff, 1631, Museum Catharijneconvent, Utrecht

Maria de Grebber (Haarlem, circa 1602 - Enkhuizen, begraven 25 november 1680) was een Nederlandse kunstschilder uit de Gouden Eeuw. Ze schilderde portretten, historiestukken, bloem- en fruitstillevens. Zij werd geroemd om haar beheersing van het perspectief.

## Biografie
Maria was de oudste dochter van Frans Pietersz. de Grebber (1572/3-1649) en Hillegont Fredericdr. van Lijnhoven. Zij werd net als haar broer Pieter de Grebber opgeleid in het atelier van haar vader, die in Haarlem als gerespecteerd kunstschilder gold. Omdat Maria de Grebber in een stadsbeschrijving van Haarlem uit 1628 in een regel wordt genoemd met de Haarlemse kunstschilder Judith Leyster, wordt aangenomen dat zij tussen 1618 en 1631 samen les hebben gehad. Uit haar Haarlemse periode zijn geen werken van Maria de Grebber meer bekend.
In 1631 trouwde De Grebber met de pottenbakker Wouter Coenraetsz. de Wolff. Het echtpaar verhuisde naar Enkhuizen, waar De Wolff in datzelfde jaar een pottenbakkerij was begonnen met een partner. In 1631 schilderde De Grebber twee portretten van haar zwager en aartspriester Augustinus de Wolff. 
Een van deze portretten bevindt zich momenteel in de collectie van Museum Catharijneconvent in Utrecht. Het andere portret van De Wolff dat De Grebber schilderde werd in 1935 geveild door veilinghuis Puttick & Simpson in Londen.
Maria de Grebber kreeg één dochter, Isabella. Deze trouwde in 1658 met Gabriël Metsu en ging in Amsterdam wonen. Na het overlijden van Metsu in 1667 keerde Isabella terug naar Enkhuizen. Moeder en dochter benoemden elkaar als erfgenaam in hun testament. De Grebber werd op 25 november 1680 in de kerk van Enkhuizen begraven.
- Biografisch Portaal: 20116444
- International Standard Name Identifier: 0000 0003 9460 1036
- Nederlandse Thesaurus van Auteursnamen: 341697710
- RKD-Nederlands Instituut voor Kunstgeschiedenis: 33500
- SNAC: w6n679p4
- Virtual International Authority File: 289125309
- WorldCat: E39PBJfcJFxxRkqYMCg9fBXGHC